# Théo Barbet
Théo Barbet, né le 6 mars 2001 à Mâcon, est un footballeur français qui joue au poste défenseur central à Almere City.

## Biographie

### Carrière en club

#### Dijon FCO (2019-2021)
Le 1er juillet 2019, Théo Barbet passe avec l'équipe première du Dijon FCO.
Le 2 juillet 2021, lors du match amical Dijon FCO - FC Sochaux-Montbéliard, Théo effectuera son premier match avec le club bourguignon (défaite 2-1).

#### FC Borgo (2020-2021)
Le 7 juillet 2020, Théo Barbet est prêté sans option d'achat au FC Borgo.
Le 21 août 2020, Théo effectue son premier match avec ses nouvelles couleurs contre l'US Créteil Lusitanos (match nul 0-0).

#### Lokomotiva Zagreb (2021-2022)
Le 31 août 2021, Théo Barbet quitte la France et le Dijon FCO librement pour s'engager en Croatie au Lokomotiva Zagreb. 
Durant cette saison, Théo Barbet ne jouera pas un match avec le Lokomotiva Zagreb.

#### Almere City (depuis 2022)
Le 4 août 2022, Théo Barbet quitte le Lokomotiva Zagreb et s'engage librement avec Almere City. Il paraphe un contrat allant jusqu'en 2025.
Le 29 juillet 2022, il dispute son premier match avec Almere City contre le FC Den Bosch (victoire 3-2).
Le 13 janvier 2024, le défenseur et Almere City prolongent leur partenariat de deux ans. Le contrat de l'international junior français, qui courait jusqu'en 2025, est ainsi rompu et court désormais jusqu'à l'été 2026 avec une année en option pour la saison 2026-2027.

### Carrière en sélection
De 2017 à 2020, il joue un total 28 matchs pour 2 buts sous le maillot bleu avec 4 catégories de jeunes différentes. 
En juin 2019, Théo participe au Tournoi Maurice-Revello avec l'équipe de France -18 ans, il aura joué deux matchs avec Les Bleuets, défaite 4-0 contre le équipe du Brésil des -22 ans et victoire 2-1 contre le équipe du Guatemala des -23 ans.